# Уставна повеља Србије и Црне Горе
Крајем деведесетих година XX века у Црној Гори је почео да јача покрет за независну државу, која би била међународно призната, те би потом уредила односе са Србијом у оквиру савеза независних држава. Органи Црне Горе нису признавали савезне органе и њихове прописе, нити су учествовали у финансирању Федерације. Црна Гора је увела евро за своју монету, те уобличила нови привредни систем. Европска унија је ставила до знања да Србија и Црна Гора могу постати чланице Европске уније само као једна државна заједница. После притисака из Брисела, Србија и Црна Гора су потписале „Београдски споразум“ о преуређењу савезне државе. Текст овог споразума су усвојиле народне скупштине Србије и Црне Горе, а онда је Савезна скупштина 4. фебруара 2003. усвојила и прогласила Уставну повељу. Савезна Република Југославија се трансформисала у државну заједницу Србија и Црна Гора (СЦГ). Државна заједница је престала да постоји после осамостаљења Црне Горе 2006. године.

## Садржина Уставне повеље
Државна Заједница Србије и Црне Горе је била државна творевина више конфедералног него федералног типа, што је видљиво из њених надлежности и начина рада њених институција. Она је имала свој грб, заставу и химну. 
Административни центар државне заједнице је био Београд у коме је седиште њених институција (осим Суда Србије и Црне Горе чије је седиште у Подгорици). 
У међународним односима Србија и Црна Гора су иступале као један међународни субјект.
Држављани држава чланица су истовремено држављани државне заједнице. 

### Институције државне заједнице Србије и Црне Горе
Скупштина Србије и Црне Горе је била једнодомно представничко тело државне заједнице које је чинило 136 посланика, и то 91 из Србије и 35 из Црне Горе. Посланике су бирали грађани непосредно на изборима, али су посланици за први двогодишњи сазив Скупштине изабрани од стране скупштина држава чланица. Одлука се доносила ако је за њу гласала већина од укупног броја посланика обе државе чланице. 
Председник Србије и Црне Горе је био шеф државне заједнице кога је бирала Скупштина Србије и Црне Горе. Он је истовремено био и председник Савета министара Србије и Црне Горе (владе). Он је представљао државну заједницу, расписивао изборе за Скупштину Србије и Црне Горе, постављао и опозивао шефове дипломатских представништава, додељивао одликовања и друга признања, и био члан Врховног савета одбране. Председник је за свој рад одговарао Скупштини. Председнички мандат је трајао четири године. Но, могао је бити смењен и раније, ако би поднео оставку или ако би Скупштина утврдила да је кршио Уставну повељу. 
Савет министара Србије и Црне Горе чинило је пет министара: 1. за иностране послове, 2. за одбрану, 3. за међународне економске односе, 4. за унутрашње односе и 5. за људска и мањинска права. Савет је имао право законодавне иницијативе, и право доношења подзаконских аката. Министре је бирала Скупштина Србије и Црне Горе. Поред министра постојали су и заменици министра који су увек били из друге државе чланице у односу на министра.
Суд Србије и Црне Горе чинио је подједнак број судија из обе државе чланице. Бирала их је Скупштина Србије и Црне Горе. Суд Србије и Црне Горе решавао је спорове између институција државне заједнице, спорове између две државе чланице, као и спорове између држава чланица са државном заједницом; одлучивао је о усклађености устава и закона државне заједнице са Уставном повељом. Но, овај суд није формиран до краја постојања Заједнице.
Државна Заједница Србије и Црне Горе имала је Војску Србије и Црне Горе која је била под демократском цивилном контролом. Војском је командовао Врховни савет одбране. Његов састав чинили су: председник Србије и Црне Горе и председници држава чланица.

## Исход Уставне повеље
Потребно усаглашавање устава држава чланица са Уставном повељом државне заједнице није учињено до 2005. године. Суд Србије и Црне Горе није конституисан до 2005. године. Амандманом на Уставну повељу продужен је први двогодишњи сазив Скупштине Србије и Црне Горе. До усвајања знамења Србије и Црне Горе, привремено су се користила знамења бивше савезне државе.